# سئول شینمون
سئول شینمون (انگلیسی: Seoul Shinmun) شرکت رسانه‌ای کره‌ای است، که در سال ۱۹۰۴ تأسیس شد.